# Grigorij Sokolnikow

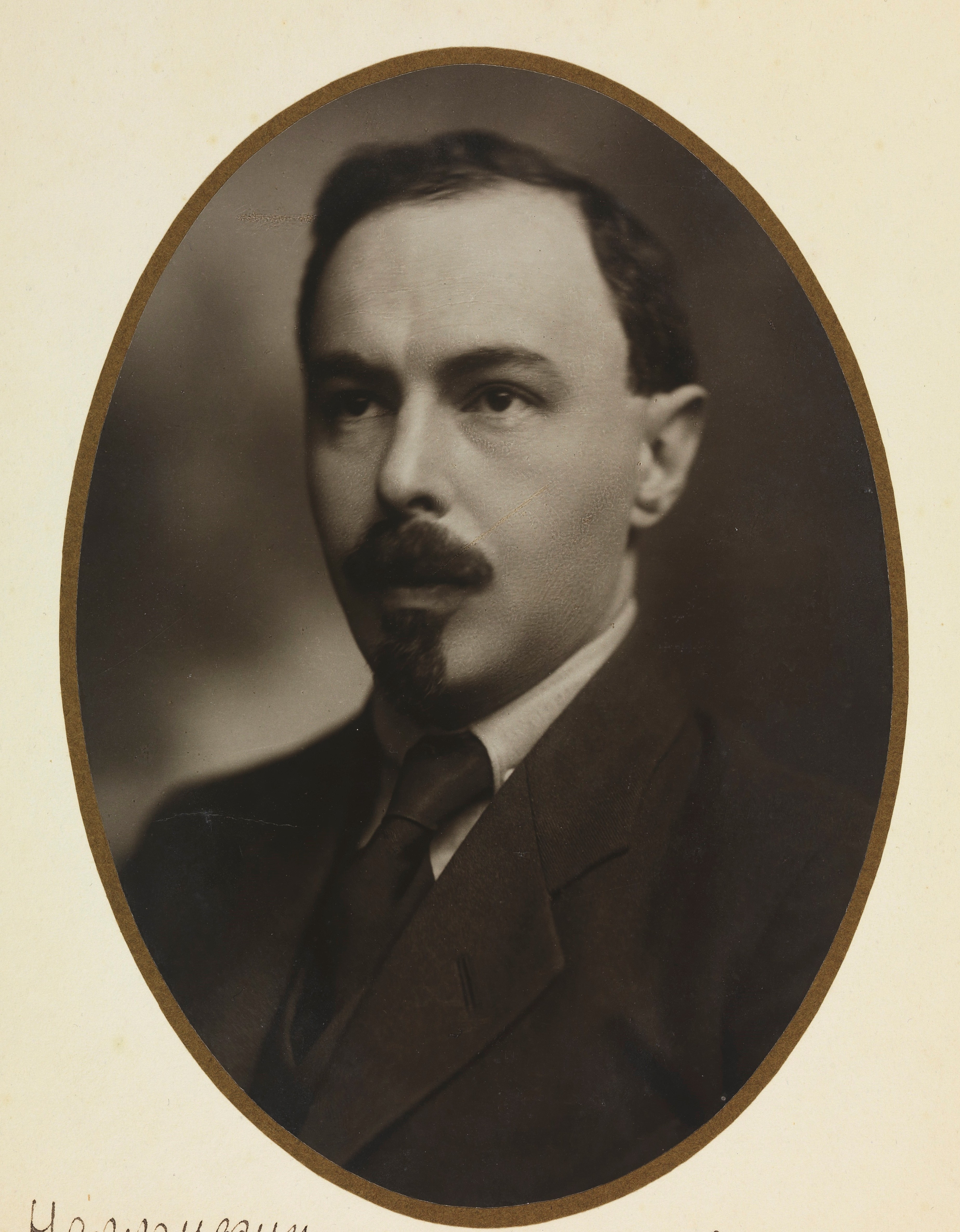
Grigorij Sokolnikow

Grigorij Sokolnikow (ros.: Григорий Яковлевич Сокольников, właściwie Hirsz Jankielewicz Brilliant; ur. 3 sierpnia?/15 sierpnia 1888 w Romnach, zm. 21 maja 1939 w Wierchnieuralsku lub w Tobolsku) – działacz partii bolszewickiej (członek Biura Politycznego KC RKP(b), członek Komitetu Centralnego RKP(b) i WKP(b)), urzędnik państwowy ZSRR w randze komisarza ludowego, dyplomata.

## Życiorys
W SDPRR od 1905, członek frakcji bolszewików. Studiował prawo na Uniwersytecie Moskiewskim. Aresztowany w 1907, zesłany na Syberię, w 1909 zbiegł z zesłania za granicę. W 1914 ukończył studia prawnicze na Sorbonie, uzyskał doktorat nauk ekonomicznych. Po rewolucji lutowej i obaleniu caratu wrócił do Rosji. Uczestnik przewrotu bolszewickiego w listopadzie 1917, członek pierwszego Biura Politycznego KC RKP(b). W wolnych wyborach w listopadzie 1917 wybrany na deputowanego do Konstytuanty z listy bolszewików. W 1918 przewodniczył delegacji RFSRR w negocjacjach z Państwami Centralnymi zakończonych podpisaniem układu pokojowego w Brześciu Litewskim. 
W czasie wojny domowej w Rosji służył w Armii Czerwonej. Dowodził 8 Armią na Froncie Kaukaskim, podczas operacji na pocz. 1920 r., które doprowadziły do wyparcia Sił Zbrojnych Południa Rosji z Kaukazu Północnego (operacja dońsko-manycka, operacja tichoriecka, operacja kubańsko-noworosyjska). 
Od 1920 był przewodniczącym Komisji Turkiestańskiej Wszechrosyjskiego Centralnego Komitetu Wykonawczego, członkiem Rady Komisarzy Ludowych RFSRR. Od 1921 był zastępcą ludowego komisarza finansów faktycznie kierującym ministerstwem, a w latach 1922-1926 ludowym komisarzem finansów, twórcą reformy monetarnej w ZSRR. W 1922 brał udział w Konferencji Haskiej. Od 1926 był zastępcą przewodniczącego Gosplan-u, a od 1928 przewodniczącym konsorcjum naftowego (Нефтесиндикат). 
W latach 1929–1932 poseł ZSRR w Wielkiej Brytanii, w 1932 wicekomisarz spraw zagranicznych ZSRR. W latach 1935–1936 był pierwszym zastępcą Ludowego Komisarza Przemysłu Leśnego ZSRR. Ofiara wielkiej czystki. W lipcu 1936 wykluczony z partii, 26 lipca 1936 aresztowany przez NKWD. W styczniu 1937 oskarżony w procesie pokazowym wraz z Jurijem Piatakowem i Karolem Radkiem (tzw. „proces siedemnastu” – oficjalnie „Proces alternatywnego antysowieckiego centrum trockistowskiego”), skazany na 10 lat więzienia przez Kolegium Wojskowe Sądu Najwyższego ZSRR. Zamordowany w więzieniu (przez współwięźniów na zlecenie NKWD, lub bezpośrednio przez NKWD), zrehabilitowany w 1988.
Władał biegle sześcioma językami.